# Bobby Johnston
Bobby Johnston (n. 1967, Olean⁠(d), New York, SUA) este un compozitor american.

## Filmografie
Această listă este generată cu date din Wikidata și este actualizată periodic de un robot.
 Editările făcute în listă vor fi șterse la următoarea actualizare!
| Titlu                                         | Data lansării         | Țară                                    | Regie                     |
| --------------------------------------------- | --------------------- | --------------------------------------- | ------------------------- |
| Unprecedented: The 2000 Presidential Election | 2002-09-17            | Statele Unite ale Americii              | Richard Ray Perez         |
| King of the Ants                              | 2003                  | Statele Unite ale Americii              | Stuart Gordon             |
| Edmond                                        | 2005 2006-07-14       | Statele Unite ale Americii              | Stuart Gordon             |
| Stuck                                         | 2007                  | Statele Unite ale Americii Regatul Unit | Stuart Gordon             |
| Wristcutters: A Love Story                    | 2007                  | Statele Unite ale Americii              | Goran Dukić               |
| Hotel California                              | 2008                  | Statele Unite ale Americii              | Geo Santini               |
| No Impact Man                                 | 2009                  | Statele Unite ale Americii              | Justin Schein             |
| Mother's Day                                  | 2010                  | Statele Unite ale Americii              | Darren Lynn Bousman       |
| Cherry                                        | 2010                  | Statele Unite ale Americii              | Jeffrey Fine              |
| Let Go                                        | 2011                  | Statele Unite ale Americii              | Brian Jett                |
| Crazy Eyes                                    | 2012                  | Statele Unite ale Americii              | Adam Sherman              |
| The Barrens                                   | 2012-09-28 2012-11-30 | Statele Unite ale Americii              | Darren Lynn Bousman       |
| Marfa Girl                                    | 2012-11-20            | Statele Unite ale Americii              | Larry Clark               |
| Gods Behaving Badly                           | 2013                  | Statele Unite ale Americii              | Marc Turtletaub           |
| Tales of Halloween                            | 2015                  | Statele Unite ale Americii              | Neil Marshall Dave Parker |

## Legături externe
- Official website
- Bobby Johnston la Internet Movie Database
- Interview - Howlin' Wolf Records
- Interview/featured guest - Morricone Island, WFMU, NYC
- Interview - Film Music Magazine